# Atherigona aratra
Atherigona aratra är en tvåvingeart som beskrevs av Deeming 1971. Atherigona aratra ingår i släktet Atherigona och familjen husflugor.
Artens utbredningsområde är Uganda. Inga underarter finns listade i Catalogue of Life.